# Mary Carillo
Mary Carillo (New York, 15 marzo 1957) è un'ex tennista statunitense.

## Carriera
In carriera ha vinto 1 titolo di doppio misto, l'Open di Francia nel 1977, in coppia con John McEnroe.

## Statistiche

### Doppio misto

#### Vittorie (1)
| Numero | Anno | Torneo                  | Superficie  | Compagno     | Avversari in finale        | Punteggio |
| 1.     | 1977 | Open di Francia, Parigi | Terra rossa | John McEnroe | Florența Mihai Iván Molina | 7–6, 6–3  |